# قرقف أسود الصدر
قرقف أسود الصدر (باللاتينية: Poecile hypermelaenus) هو نوع من الطيور ينتمي لفصيلة القرقف. ويتواجد من وسط وشرق الصين إلى جنوب شرق التبت و غربي مينمار.